# Double messieurs de tennis aux Jeux olympiques de 1920
Cet article présente les résultats détaillés du double messieurs de l'édition 1920 des compétitions de tennis aux Jeux olympiques d'été qui se déroule du 23 au 28 août 1920.

## Résultats

### Finales
|               | Date     | Nom et lieu du tournoi          | Dot. | Surf.        | Vainqueur                     | Finaliste                         | Score              |
| Finale        | 23/08/20 | Jeux Olympiques d'été Antwerpen | 0 $  | Gazon (ext.) | Oswald Turnbull · Max Woosnam | Ichiya Kumagae · Seiichiro Kashio | 6-2, 5-7, 7-5, 7-5 |
| Petite finale | 23/08/20 | Jeux Olympiques d'été Antwerpen | 0 $  | Gazon (ext.) | Max Decugis · Pierre Albarran | Jean-F. Blanchy Jacques Brugnon   | Forfait            |